# Bert Ruiter
Bert Ruiter (Ámsterdam, 26 de noviembre de 1946-24 de marzo de 2022) fue un músico neerlandés, particularmente conocido por ser el bajista de la banda neerlandesa de rock progresivo Focus, en la que ingresó reemplazando a Cyril Havermans. 

## Biografía
Comenzó con la música cuando tenía doce años. Si bien su madre, pianista, le enseñó los primeros pasos, Ruiter fue principalmente autodidacta; aprendió y se perfeccionó escuchando y tocando con otros músicos. Su primer grupo fue The Spectacles. Tuvo su debut profesional a los 19 años con los Jay-Jays, que estuvieron de gira por Holanda durante un año. Junto con un guitarrista amigo creó un grupo llamado Full House, y posteriormente tocaron en teatros y clubes nocturnos en Holanda, Bélgica y Alemania durante varios meses. Antes de integrarse en Focus, Ruiter formaba parte del grupo Angelflight Railways, que tocaba en clubes de Ámsterdam.